# Joakim Bonnier
Karl Joakim „Jocke“ Jonas Bonnier, auch Jo Bonnier oder kurz JoBo genannt, (* 31. Januar 1930 in Stockholm, Schweden; † 11. Juni 1972 in Le Mans, Frankreich) war ein schwedischer Sportwagen- und Formel-1-Rennfahrer, der als Mitbegründer der Fahrergewerkschaft (GPDA) entscheidenden Einfluss auf die Fahrsicherheit des Grand-Prix-Sports hatte.

## Leben

### Jugend und Ausbildung
Joakim Bonnier wurde als Sohn eines Universitätsprofessors für Vererbungslehre und Spross der Eigentümerfamilie des schwedischen Publikationsimperiums Bonnier geboren. Da sein Onkel keine Kinder hatte, galt er bei manchen Journalisten als potentieller Erbe. Seine Eltern hatten für ihn allerdings eine Ausbildung zum Mediziner vorgesehen. Doch seit dem Alter von fünf Jahren wollte er Rennfahrer werden. Die Restaurierung alter Harley-Davidson-Motorräder war mit entsprechend mehr Spaß verbunden als die Erledigung der Hausaufgaben oder das „Büffeln“ von Prüfungsstoff. Folglich war sein Abschlusszeugnis so schlecht, dass an ein Medizinstudium nicht mehr zu denken war. Nun sollte er nach dem Willen der Eltern Geschäftsmann werden. Bei seiner Banklehre zeigte er jedoch weder Talent noch Interesse, sodass sie ihn nun nach Paris zum Studium des Publikationswesens und Journalismus schickten.
War die Wahl des Studienorts schon prädestiniert für zahlreiche Ablenkungen, so förderte Vater Bonnier mit dem Kauf eines MG-Sportwagens ungewollt den ersten Schritt des Sohns in den Motorsport. Eigentlich nur als Transfermobil in die schwedische Heimat gedacht, missbrauchte „Jocke“ den fahrbaren Untersatz alsbald, indem er sich zu einem 12-Stunden-Rennen anmeldete. Sein Debüt war eher beschämend, da er mitten auf einem Pariser Boulevard mit einem Jeep kollidierte, wobei der Wagen vollkommen zerstört wurde. Er selbst war noch glimpflich mit einem Riss seiner Oberlippe davongekommen. Um dies seinen Eltern zu vertuschen, ließ er sich einen Oberlippenbart stehen.
Kaum in Stockholm angekommen, beschwerte sich die Familie, dass er nun wie ein französischer Gangster aussehe. Als es allerdings nach der folgenden Rasur einen ganzen Tag dauerte, bis seine Familie dies registrierte, beschloss er, sich nun einfach einen Bart wachsen zu lassen. Dieser stets sorgfältig gestutzte Bart wurde später zu seinem Markenzeichen. Gleichermaßen erklärt er den Spitznamen, den ihm die italienischen Rennfans gaben: „Barbita“, der Bärtige.
Durch den obligatorischen Militärdienst 1950/51 an Bord des Küstenwachschiffs „Prinzessin Victoria“ war an eine Fortsetzung seiner Motorsportkarriere zunächst nicht zu denken. Danach eröffneten ihm die guten Beziehungen seiner Eltern die Möglichkeit, eine Autovertretung für Alfa Romeo zu eröffnen.

### Beginn der Karriere

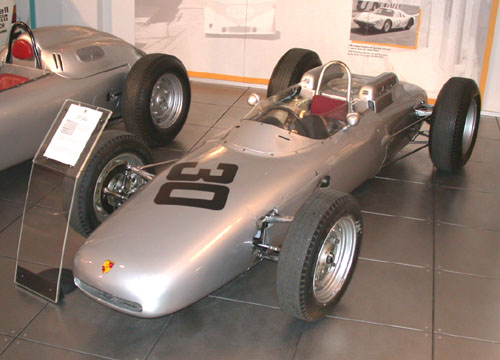
Formel-1-Porsche 804 von 1962

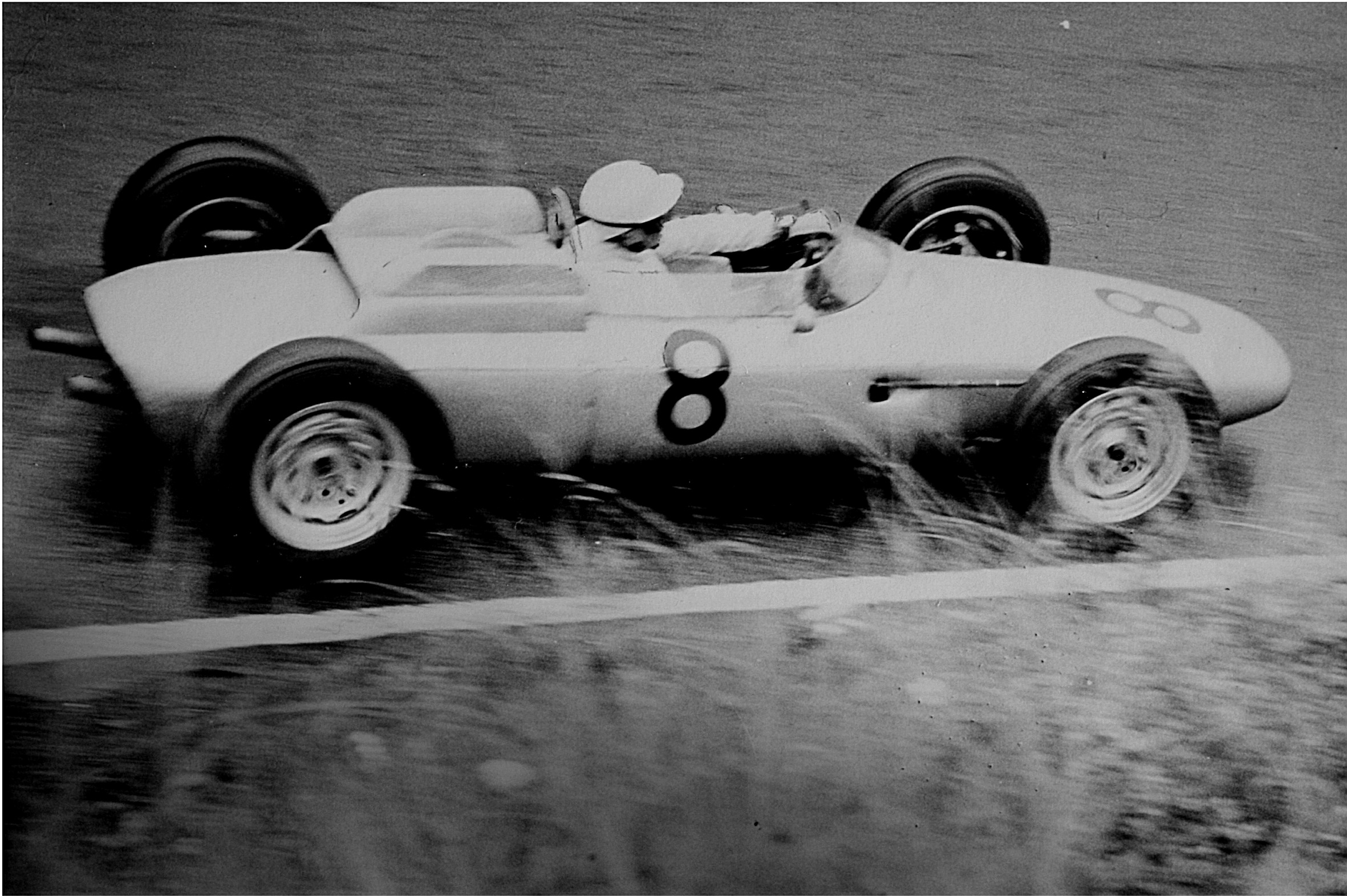
Joakim Bonnier im Porsche F1-804
beim Großen Preis von Deutschland 1962

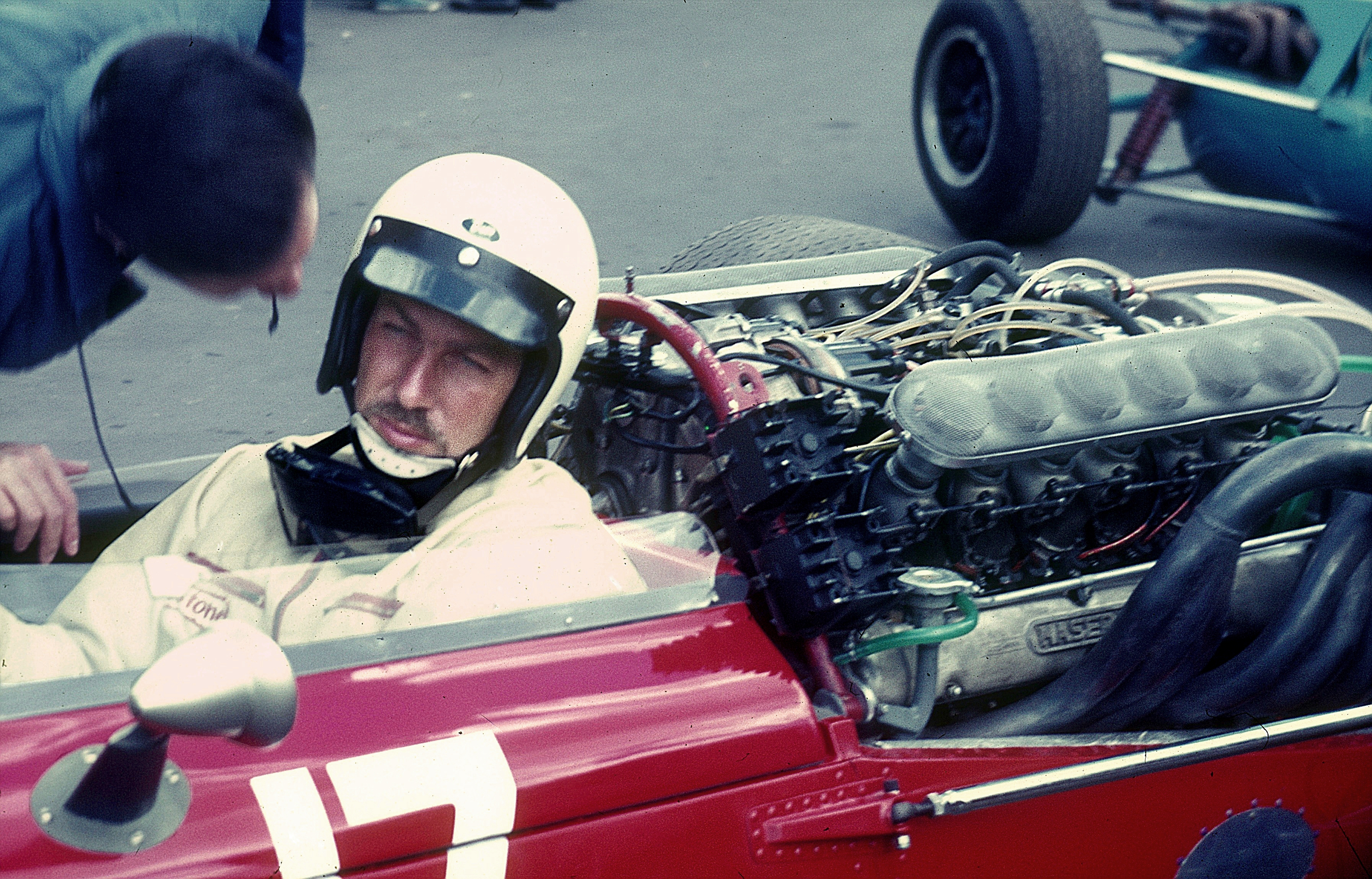
Joakim Bonnier 1966 im Cooper-Maserati

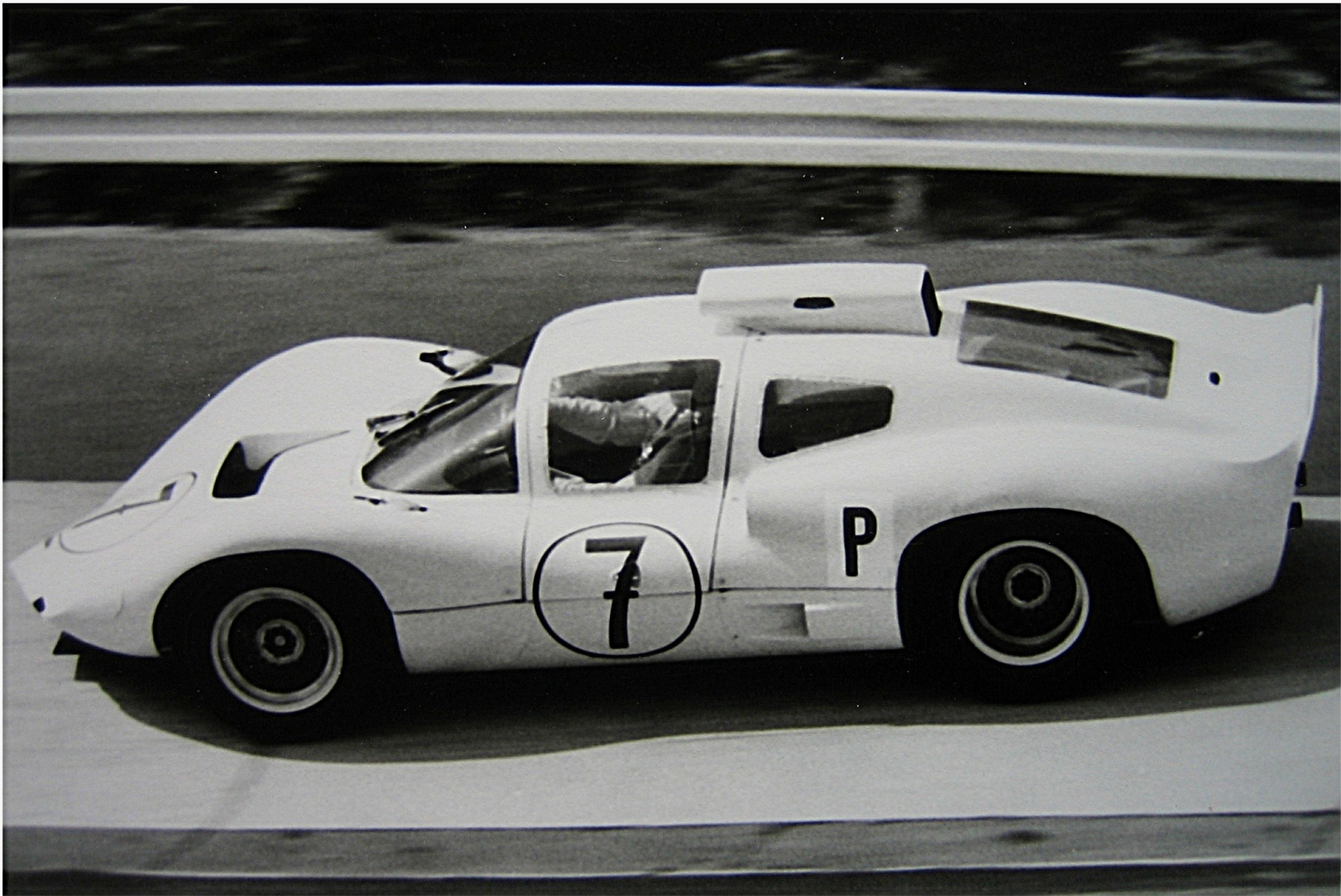
Bonnier auf Chaparral beim Training zum 1000-km-Rennen auf dem Nürburgring 1966

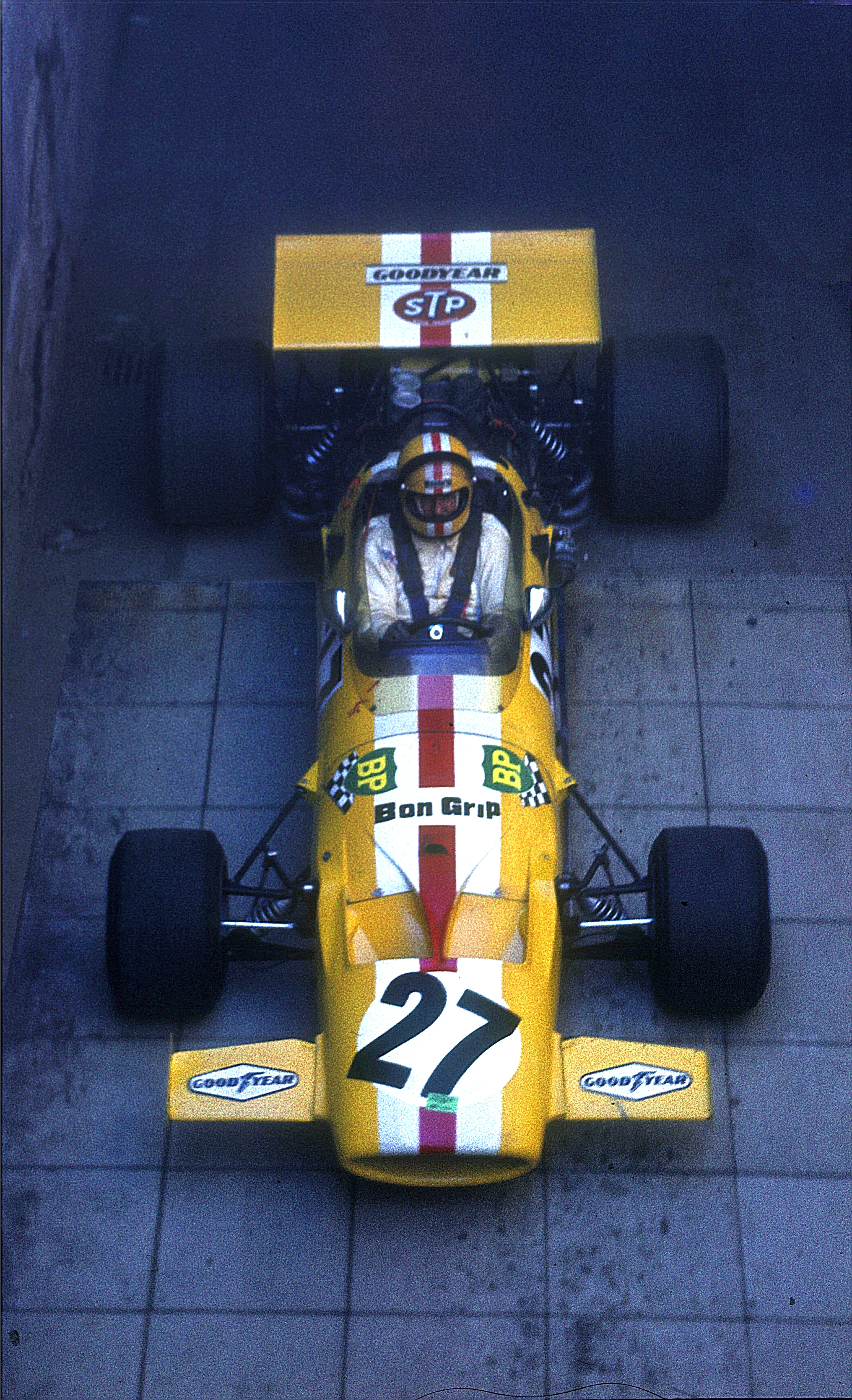
… 1971 im McLaren M7C

Sein offizielles Renndebüt hatte er 1953 bei einem Eisrennen auf dem Flattensee in der Nähe von Stockholm, das er auf einem H.R.G. weit abgeschlagen auf dem letzten Platz beendete. Währenddessen florierte der Autohandel, sodass Bonnier bereits 1954 als Generalvertreter für Alfa Romeo in Schweden betrachtet wurde.
Im selben Jahr versuchte er beim schwedischen Grand Prix, der zu diesem Zeitpunkt als Sportwagenrennen mit klassischem Le-Mans-Start ausgetragen wurde, erneut sein Glück. Sein Start war ebenso spektakulär wie katastrophal. In der Hektik legte er den Rückwärtsgang ein und zerstörte seinen Wagen bereits an der Boxenmauer.
Unbeeindruckt von diesen Misserfolgen versuchte Bonnier bei Eisrennen und Rallyes weiterhin sein Glück. Als Alfa-Vertragshändler war er jederzeit in der Lage, sich einen der Alfa Romeo Disco Volante-3,5-Liter-Sportwagen für Werbezwecke „auszuleihen“. Auch wenn dieser Alfa nicht viel von einem klassischen Sportwagen hatte, war er ein reinrassiger Rennwagen, mit dem Bonnier endlich bessere Erfahrungen machte.

### Erste Schritte bei den Sportwagenrennen
Nach einem mäßigen ersten Grand Prix von Finnland erzielte Bonnier fortan bessere Ergebnisse in Skandinavien. Seinen Durchbruch hatte er 1955 beim schwedischen Großen Preis von Kristianstad, als es ihm in der 2-Liter-Klasse gelang, sowohl Juan Manuel Fangio, Stirling Moss als auch Jean Behra hinter sich zu lassen und zu gewinnen. Nach diesem Erfolgserlebnis entschied er sich endgültig für eine Motorsportkarriere über den lokalen Rahmen hinaus.
Mit seinem Teamkollegen und Freund, dem US-Amerikaner Herbert MacKay-Fraser, „tingelte“ Bonnier 1955/56 als „Zigeuner“ – wie er es selbst nannte – die europäischen Sportwagenrennen entlang. Auf dem schwarz-gelb gestrichenen alten Bus, in dem sie ihren Wagen transportierten, stand mutig „Scuderia Bonnier“. Und sie hatten einige Erfolge: In Aintree, auf der AVUS, in Castelfusano und auf dem Nürburgring erzielten sie beachtliche Klassensiege. 1956 debütierte Bonnier als Werksfahrer für Maserati an der Seite von Paco Godia bei seinem Heim-Grand-Prix.

### Per Zufall in die Formel 1
Ein Zufall brachte den nunmehr anerkannten Sportwagen-Rennfahrer in die Formel 1. Bonnier war nur als Starter für das GT-Rennen in Italien gemeldet, als er sich plötzlich unerwartet und zum ersten Mal im Cockpit eines Maserati-Monopostos befand: Luigi Villoresi war eine Stunde vor dem Start erkrankt, stand zwar noch den Start und weitere drei Runden durch, musste alsbald aber das Steuer an Bonnier abgeben. Bonnier hatte noch nie zuvor in dem Wagen gesessen und kannte das Fahrzeug nicht. Er fuhr vier Runden, bevor er mit Motorschaden ausfiel.
In den folgenden beiden Jahren startete Bonnier bei Formel-1-Rennen auf Maserati 250F für die Scuderia Centro Sud oder als Privatmann. Bei dem renommierten Sportwagenrennen in Reims erzielte er ebenfalls für die Marke 1957 einen beeindruckenden Sieg, an dem er sich selbst jedoch nicht erfreuen konnte. Sein Freund MacKay-Fraser verunglückte in demselben Rennen tödlich.
Ein großartiges Rennduell zwischen Bonnier und den Fahrern des B.R.M.-Rennstalls im gleichen Jahr bei der BRDC International Trophy in Silverstone brachte eine erneute Wende seiner Karriere. Der verantwortliche Rennleiter bei B.R.M., Raymond Mays, interessierte sich sehr für eine Verpflichtung des Schweden, der für die letzten Rennen der Formel-1-Saison 1958 unterschrieb.
Ausgerechnet beim Grand Prix von Marokko, bei dem Stuart Lewis-Evans auf tragische Weise tödliche Brandverletzungen davontrug, erzielte Bonnier als Viertplatzierter die ersten Weltmeisterschaftspunkte eines schwedischen Grand-Prix-Piloten.

### Der einzige Grand-Prix-Sieg

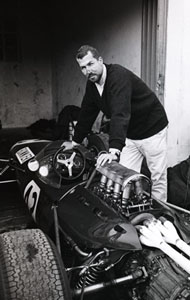
1965

Im Jahr 1959 fand Bonniers Karriere beim Großen Preis der Niederlande in Zandvoort ihren Höhepunkt, als der kapriziöse B.R.M. auf den Punkt genau abgestimmt war. Im Gegensatz zum üblichen Wochenendgeschehen beim britischen Rennstall gab es kein einziges gravierendes technisches Problem. Bonnier schien den Beobachtern in der Form seines Lebens zu sein, erzielte im engen Training mit Moss die Pole-Position und schließlich nach hartem Kampf gegen die von Stirling Moss, Jack Brabham und Masten Gregory gesteuerten Cooper auch den ersten Formel-1-Sieg für sich und auch sein Team. Selbst die Sorgen seiner Techniker, dass die Reifen ihn nicht über die Distanz tragen könnten, wurden „beruhigt“, da die vom Öl einiger geplatzter Motoren rutschig gewordene Strecke das erwartete hohe Tempo nicht zuließ. Doch im Verlauf der Saison konnten weder B.R.M. noch „Jocke“ an diesen Erfolg anknüpfen, denn das ständige „Problemkind“ der Rennserie fiel wieder in seine Defektanfälligkeit zurück. Ein fünfter Platz war das einzig beachtenswerte weitere Resultat der Formel-1-Saison 1959.
Aus Treue blieb Bonnier noch in der Formel-1-Saison 1960 bei B.R.M. Dann wechselte er für den Zeitraum 1961/62 zu Porsche. Hatte das deutsche Team glanzvolle Momente bei Renntagen, die nicht zum offiziellen WM-Kalender gehörten, so blieb ihnen und Bonnier in diesen Jahren in der Weltmeisterschaft der ganz große Erfolg versagt. Zwei Siege bei Formel-2-Rennen auf dem Nürburgring und in Modena waren für ihn die besten Ergebnisse, während sein Teamkollege Dan Gurney zumindest den einzigen Grand-Prix-Sieg jener Porsche-Ära erzielte. Nach dem vorläufigen Rückzug von Porsche aus der Formel 1 absolvierte Bonnier drei Jahre beim Team des Schotten Rob Walker, wo er Cooper- und Brabham-Modelle pilotierte.
Seine Karriere erstreckte sich bis in die 1970er-Jahre, womit er sein altes Team B.R.M. fast „überlebte“ und auf 102 Rennen in 16 Jahren Formel 1 zurückblicken konnte, ebenso viele Jahre wie Jack Brabham und nur von Riccardo Patrese, Fernando Alonso und Kimi Räikkönen (alle 17), Graham Hill und Jenson Button (beide 18) und Rubens Barrichello und Michael Schumacher (beide 19) übertroffen. Doch während die anderen das Glück hatten, ihre Karriere weitestgehend in den vorderen Regionen des Klassements abzuschließen, verschwand Bonnier im Verlauf seiner Motorsportkarriere im Mittelfeld des Klassements als zeitweiliger Gast des Rennkalenders auf privat eingesetzten älteren Wagen.

### Ende einer langen Formel-1-Laufbahn
Was ihn lange in der Formel-1-Serie verbleiben ließ, war sein unermüdlicher Einsatz als Mitbegründer der Fahrergewerkschaft und der daraus resultierenden Verbesserung der allgemeinen Sicherheitsbedingungen im Rennsport. Seinen letzten Einsatz verzeichnete er mit einem McLaren-Cosworth M7C 1971 und entschloss sich mit 41 Jahren auf die oben erwähnte ehrenamtliche Arbeit im Grand-Prix-Rennsport zu beschränken. Von den Sportwagen, in denen er im Lauf der Jahre bedeutende Erfolge feiern durfte, konnte er jedoch nicht lassen.

### Triumph und Unfalltod im Sportwagen

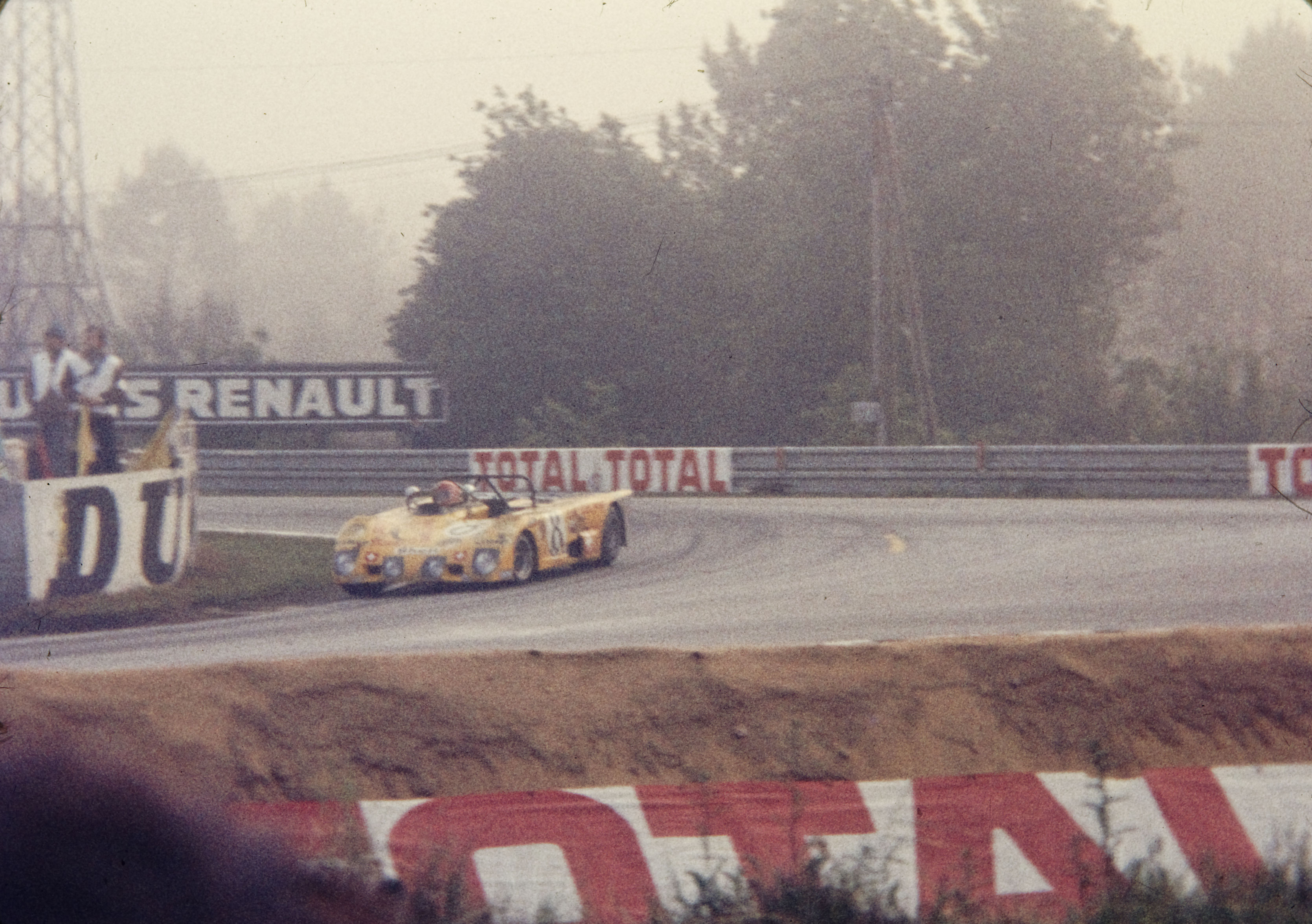
Der Lola T280 vor dem tödlichen Unfall 1972 in Le Mans

So hatte er 1960 mit Hans Herrmann und Graham Hill auf einem Porsche die Targa Florio gewonnen. 1962 entschied er das 12-Stunden-Rennen von Sebring für sich und 1963 wiederholte er seinen Sieg bei der Targa. 1964 gewann er das 12-Stunden-Rennen von Reims. Ein Sieg in Le Mans fehlte ihm jedoch, wo er in dem letztgenannten Jahr den zweiten Platz errang. 1970 wurde er Sportwagen-Europameister und gewann dabei unter anderem das Rennen auf dem Salzburgring.
Mit 42 Jahren startete er 1972 auf einem Lola-Cosworth T280 mit seinen Teamkollegen Gérard Larrousse und Gijs van Lennep zu einem erneuten Anlauf auf das 24-Stunden-Rennen von Le Mans. Zum Beginn des Rennens kämpfte er sich nach vorne und behauptete die Führung. Doch nach den Strapazen der durchfahrenen Nacht ereignete sich am folgenden Sonntagmorgen gegen 8:00 Uhr der Unfall, als er den Ferrari Daytona des Schweizer Privatfahrers Florian Vetsch beim Anbremsen auf die Indianapolis-Kurve überholen wollte. Um Bonnier vorbeizulassen, bremste Vetsch hart. Bonnier verstand dies möglicherweise falsch, sodass er nach zweimaligem Spurwechsel mit dem Ferrari bei etwa 250 km/h kollidierte. Sein Lola wurde etwa acht Meter in die Höhe katapultiert, schleuderte den Fahrer aus dem Cockpit in die Pinienbäume und explodierte beim Bodenkontakt. Bonnier starb noch am Unfallort. Der hinter ihm fahrende Vic Elford nahm an, Bonnier habe die Fehlentscheidung aus Übermüdung getroffen.
Bonnier hinterließ seine Frau Marianne, eine Nichte Alfred Nobels, die er 1960 geheiratet hatte, und zwei Söhne.
Mit dem sprachgewandten Schweden verlor der Rennsport eine von vielen Kollegen geschätzte Fahrerpersönlichkeit, der in vielen Punkten die Verbesserung der Sicherheit im Rennsport zu verdanken ist. Nach außen hin eher unnahbar, galt er in Fahrerkreisen als angenehmer und charmanter Gesellschafter. Wolfgang Graf Berghe von Trips war einer seiner engsten Freunde und Trauzeuge der Bonniers gewesen. Der vielleicht letzte echte „Herrenfahrer“ hatte zudem eine Tradition begründet, die bei Sportlern aller Länder sich heute einer großen Beliebtheit erfreut: Bereits Mitte der 1960er-Jahre verlegte er seinen Wohnsitz aus Steuergründen nach Lausanne in die Schweiz. Dort hatte er amerikanische Automobilvertretungen und eine Kunstgalerie eröffnet. Außerdem arbeitete er als Importeur der englischen Rennwagen aus dem Hause Lola.
Nach Bonniers Tod übernahm sein langjähriger Mechaniker Heini Mader den Rennstall und firmierte ihn in Heini Mader Racing Components um. Mader machte daraus in den folgenden Jahrzehnten einen der erfolgreichsten Tuningbetriebe für Rennsportmotoren von Cosworth und BMW.

## Statistik

### Statistik in der Automobil-Weltmeisterschaft

#### Gesamtübersicht
| Saison | Team                       | Chassis       | Motor                | Rennen | Siege | Zweiter | Dritter | Poles | schn. Rennrunden | Punkte | WM-Pos. |
| ------ | -------------------------- | ------------- | -------------------- | ------ | ----- | ------- | ------- | ----- | ---------------- | ------ | ------- |
| 1956   | Officine Alfieri Maserati  | Maserati 250F | Maserati 2.5 L6      | 1      | −     | −       | −       | −     | −                | −      | NC      |
| 1957   | Scuderia Centro Sud        | Maserati 250F | Maserati 2.5 L6      | 3      | −     | −       | −       | −     | −                | −      | NC      |
| 1957   | Joakim Bonnier Racing Team | Maserati 250F | Maserati 2.5 L6      | 1      | −     | −       | −       | −     | −                | −      | NC      |
| 1958   | Scuderia Centro Sud        | Maserati 250F | Maserati 2.5 L6      | 1      | −     | −       | −       | −     | −                | 3      | 20.     |
| 1958   | Joakim Bonnier Racing Team | Maserati 250F | Maserati 2.5 L6      | 5      | −     | −       | −       | −     | −                | 3      | 20.     |
| 1958   | Giorgio Scarlatti          | Maserati 250F | Maserati 2.5 L6      | 1      | −     | −       | −       | −     | −                | 3      | 20.     |
| 1958   | Owen Racing Organisation   | BRM P25       | BRM 2.5 L4           | 2      | −     | −       | −       | −     | −                | 3      | 20.     |
| 1959   | Owen Racing Organisation   | BRM P25       | BRM 2.5 L4           | 7      | 1     | −       | −       | 1     | −                | 10     | 8.      |
| 1960   | Owen Racing Organisation   | BRM P25       | BRM 2.5 L4           | 1      | −     | −       | −       | −     | −                | 4      | 18.     |
| 1960   | Owen Racing Organisation   | BRM P48       | BRM 2.5 L4           | 7      | −     | −       | −       | −     | −                | 4      | 18.     |
| 1961   | Porsche System Engineering | Porsche 787   | Porsche 1.5 F4       | 2      | −     | −       | −       | −     | −                | 3      | 15.     |
| 1961   | Porsche System Engineering | Porsche 718   | Porsche 1.5 F4       | 6      | −     | −       | −       | −     | −                | 3      | 15.     |
| 1962   | Porsche System Engineering | Porsche 804   | Porsche 1.5 F8       | 6      | −     | −       | −       | −     | −                | 3      | 15.     |
| 1962   | Porsche System Engineering | Porsche 718   | Porsche 1.5 F4       | 1      | −     | −       | −       | −     | −                | 3      | 15.     |
| 1963   | Rob Walker Racing Team     | Cooper T60    | Climax 1.5 V8        | 4      | −     | −       | −       | −     | −                | 6      | 11.     |
| 1963   | Rob Walker Racing Team     | Cooper T66    | Climax 1.5 V8        | 6      | −     | −       | −       | −     | −                | 6      | 11.     |
| 1964   | Rob Walker Racing Team     | Cooper T66    | Climax 1.5 V8        | 1      | −     | −       | −       | −     | −                | 3      | 15.     |
| 1964   | Rob Walker Racing Team     | Brabham BT11  | BRM 1.5 V8           | 4      | −     | −       | −       | −     | −                | 3      | 15.     |
| 1964   | Rob Walker Racing Team     | Brabham BT7   | Climax 1.5 V8        | 4      | −     | −       | −       | −     | −                | 3      | 15.     |
| 1965   | Rob Walker Racing Team     | Brabham BT7   | Climax 1.5 V8        | 10     | −     | −       | −       | −     | −                | −      | NC      |
| 1966   | Anglo-Suisse Racing Team   | Cooper T81    | Maserati 3.0 V12     | 7      | −     | −       | −       | −     | −                | 1      | 17.     |
| 1966   | Anglo-Suisse Racing Team   | Brabham BT22  | Climax 2.8 L4        | 1      | −     | −       | −       | −     | −                | 1      | 17.     |
| 1966   | Anglo-Suisse Racing Team   | Brabham BT7   | Climax 2.0 V8        | 1      | −     | −       | −       | −     | −                | 1      | 17.     |
| 1967   | Joakim Bonnier Racing Team | Cooper T81    | Maserati 3.0 V12     | 8      | −     | −       | −       | −     | −                | 3      | 15.     |
| 1968   | Joakim Bonnier Racing Team | Cooper T81    | Maserati 3.0 V12     | 1      | −     | −       | −       | −     | −                | 3      | 22.     |
| 1968   | Joakim Bonnier Racing Team | McLaren M5A   | BRM 3.0 V12          | 6      | −     | −       | −       | −     | −                | 3      | 22.     |
| 1968   | Joakim Bonnier Racing Team | Honda RA301   | Honda 3.0 V12        | 1      | −     | −       | −       | −     | −                | 3      | 22.     |
| 1969   | Joakim Bonnier Racing Team | Lotus 63      | Ford Cosworth 3.0 V8 | 1      | −     | −       | −       | −     | −                | −      | NC      |
| 1969   | Joakim Bonnier Racing Team | Lotus 49B     | Ford Cosworth 3.0 V8 | 1      | −     | −       | −       | −     | −                | −      | NC      |
| 1970   | Joakim Bonnier Racing Team | McLaren M7C   | Ford Cosworth 3.0 V8 | 1      | −     | −       | −       | −     | −                | −      | NC      |
| 1971   | Ecurie Bonnier             | McLaren M7C   | Ford Cosworth 3.0 V8 | 3      | −     | −       | −       | −     | −                | −      | NC      |
| Gesamt | Gesamt                     | Gesamt        | Gesamt               | 104    | 1     | −       | −       | 1'    | −                | 39     |         |

#### Grand-Prix-Siege
- 1959  Großer Preis der Niederlande (Zandvoort)

#### Einzelergebnisse
| Saison | 1   | 2   | 3   | 4   | 5   | 6   | 7   | 8   | 9   | 10  | 11 | 12 | 13 |
| ------ | --- | --- | --- | --- | --- | --- | --- | --- | --- | --- | -- | -- | -- |
| 1956   |     |     |     |     |     |     |     |     |     |     |    |    |    |
|        |     |     |     |     |     |     | DNF |     |     |     |    |    |    |
| 1957   |     |     |     |     |     |     |     |     |     |     |    |    |    |
| 7      | DNA |     |     | DNF |     | DNF | DNF |     |     |     |    |    |    |
| 1958   |     |     |     |     |     |     |     |     |     |     |    |    |    |
| DNA    | DNF |     | 10  |     | 9   | 8   | DNF | DNF | DNF | 4   |    |    |    |
| 1959   |     |     |     |     |     |     |     |     |     |     |    |    |    |
| DNF    |     | 1   | DNF | DNF | 5   | DNF | 8   |     |     |     |    |    |    |
| 1960   |     |     |     |     |     |     |     |     |     |     |    |    |    |
| 7      | 5   |     | DNF | DNF | DNF | DNF | DNF |     | 5   |     |    |    |    |
| 1961   |     |     |     |     |     |     |     |     |     |     |    |    |    |
| DNF    | 11  | 7   | 7   | 5   | DNF | DNF | 6   |     |     |     |    |    |    |
| 1962   |     |     |     |     |     |     |     |     |     |     |    |    |    |
| 7      | 5   | WD  | 10  | DNF | 7   | 6   | 13  |     |     |     |    |    |    |
| 1963   |     |     |     |     |     |     |     |     |     |     |    |    |    |
| 7      | 5   | 11  | NC  | DNF | 6   | 7   | 8   | 5   | 6   |     |    |    |    |
| 1964   |     |     |     |     |     |     |     |     |     |     |    |    |    |
| 5      | 9   | DNF |     | DNF | DNF | 6   | 12  | DNF | DNF |     |    |    |    |
| 1965   |     |     |     |     |     |     |     |     |     |     |    |    |    |
| DNF    | 7   | DNF | DNF | 7   | DNF | 7   | 7   | 8   | DNF |     |    |    |    |
| 1966   |     |     |     |     |     |     |     |     |     |     |    |    |    |
| NC     | DNF | NC  | DNF | 7   | DNF | DNF | NC  | 6   |     |     |    |    |    |
| 1967   |     |     |     |     |     |     |     |     |     |     |    |    |    |
| DNF    |     |     | DNF |     | DNF | 6   | 8   | DNF | 6   | 10  |    |    |    |
| 1968   |     |     |     |     |     |     |     |     |     |     |    |    |    |
| DNF    |     | DNQ | DNF | 8   |     | DNF | DNA | 6   | DNF | NC  | 5  |    |    |
| 1969   |     |     |     |     |     |     |     |     |     |     |    |    |    |
|        |     |     |     |     | DNF | DNF |     |     |     |     |    |    |    |
| 1970   |     |     |     |     |     |     |     |     |     |     |    |    |    |
|        |     |     |     |     |     |     |     | DNQ |     | DNF |    |    |    |
| 1971   |     |     |     |     |     |     |     |     |     |     |    |    |    |
| DNF    |     |     |     |     |     | DNQ | DNS | 10  |     | 16  |    |    |    |

| Legende  | Legende            | Legende                                                          |
| Farbe    | Abkürzung          | Bedeutung                                                        |
| -------- | ------------------ | ---------------------------------------------------------------- |
| Gold     | –                  | Sieg                                                             |
| Silber   | –                  | 2. Platz                                                         |
| Bronze   | –                  | 3. Platz                                                         |
| Grün     | –                  | Platzierung in den Punkten                                       |
| Blau     | –                  | Klassifiziert außerhalb der Punkteränge                          |
| Violett  | DNF                | Rennen nicht beendet (did not finish)                            |
| Violett  | NC                 | nicht klassifiziert (not classified)                             |
| Rot      | DNQ                | nicht qualifiziert (did not qualify)                             |
| Rot      | DNPQ               | in Vorqualifikation gescheitert (did not pre-qualify)            |
| Schwarz  | DSQ                | disqualifiziert (disqualified)                                   |
| Weiß     | DNS                | nicht am Start (did not start)                                   |
| Weiß     | WD                 | zurückgezogen (withdrawn)                                        |
| Hellblau | PO                 | nur am Training teilgenommen (practiced only)                    |
| Hellblau | TD                 | Freitags-Testfahrer (test driver)                                |
| ohne     | DNP                | nicht am Training teilgenommen (did not practice)                |
| ohne     | INJ                | verletzt oder krank (injured)                                    |
| ohne     | EX                 | ausgeschlossen (excluded)                                        |
| ohne     | DNA                | nicht erschienen (did not arrive)                                |
| ohne     | C                  | Rennen abgesagt (cancelled)                                      |
| ohne     | keine WM-Teilnahme |                                                                  |
| sonstige | P/fett             | Pole-Position                                                    |
| sonstige | 1/2/3/4/5/6/7/8    | Punktplatzierung im Sprint-/Qualifikationsrennen                 |
| sonstige | SR/kursiv          | Schnellste Rennrunde                                             |
| sonstige | *                  | nicht im Ziel, aufgrund der zurückgelegten Distanz aber gewertet |
| sonstige | ()                 | Streichresultate                                                 |
| sonstige | unterstrichen      | Führender in der Gesamtwertung                                   |

### Le-Mans-Ergebnisse
| Jahr | Team                               | Fahrzeug                | Teamkollege                    | Teamkollege     | Platzierung | Ausfallgrund                 |
| ---- | ---------------------------------- | ----------------------- | ------------------------------ | --------------- | ----------- | ---------------------------- |
| 1957 | Officine Alfieri Maserati          | Maserati 300S           | Giorgio Scarlatti              |                 | Ausfall     | Kupplungsschaden             |
| 1958 | Francisco Godia                    | Maserati 300S           | Francisco Godia                |                 | Ausfall     | Motorschaden                 |
| 1959 | Porsche KG                         | Porsche 718 RSK         | Wolfgang Graf Berghe von Trips |                 | Ausfall     | Kupplungsschaden             |
| 1960 | Porsche KG                         | Porsche 718/4 RS        | Graham Hill                    |                 | Ausfall     | Motorschaden                 |
| 1961 | Porsche System Engineering         | Porsche 718/4 RS Coupe  | Dan Gurney                     |                 | Ausfall     | Motorschaden                 |
| 1962 | Scuderia SSS Repubblica di Venezia | Ferrari 250TRI/61       | Dan Gurney                     |                 | Ausfall     | Motorschaden                 |
| 1963 | Porsche System Engineering         | Porsche 718/8 GTR Coupe | Tony Maggs                     |                 | Ausfall     | Unfall                       |
| 1964 | Maranello Concessionaires          | Ferrari 330P            | Graham Hill                    |                 | Rang 2      |                              |
| 1965 | Maranello Concessionaires Ltd.     | Ferrari 365P2           | David Piper                    |                 | Ausfall     | Zündungsschaden              |
| 1966 | Chaparral Cars Inc.                | Chaparral 2D            | Phil Hill                      |                 | Ausfall     | Lichtmaschine                |
| 1969 | Scuderia Filipinetti               | Lola T70 Mk.IIIB        | Masten Gregory                 |                 | Ausfall     | Motorschaden                 |
| 1970 | Scuderia Filipinetti               | Ferrari 512S            | Reine Wisell                   |                 | Ausfall     | Unfall                       |
| 1972 | Ecurie Bonnier Switzerland         | Lola T280               | Gérard Larrousse               | Gijs van Lennep | Ausfall     | Tödlicher Unfall von Bonnier |

### Sebring-Ergebnisse
| Jahr | Team                               | Fahrzeug            | Teamkollege                    | Teamkollege  | Platzierung            | Ausfallgrund          |
| ---- | ---------------------------------- | ------------------- | ------------------------------ | ------------ | ---------------------- | --------------------- |
| 1957 | A. V. Dayton                       | Maserati 150S 2.5   | Giorgio Scarlatti              |              | Ausfall                | Motorschaden          |
| 1958 | A. V. Dayton                       | Maserati 300S       | Dale Duncan                    |              | Ausfall                | Getriebeschaden       |
| 1959 | Porsche Auto Company               | Porsche 718 RSK     | Wolfgang Graf Berghe von Trips |              | Rang 3 und Klassensieg |                       |
| 1960 | Joakim Bonnier                     | Porsche 718 RS/60   | Graham Hill                    |              | Ausfall                | Motorschaden          |
| 1961 | Porsche Auto                       | Porsche 718 RS/61   | Dan Gurney                     |              | Ausfall                | Kupplungsschaden      |
| 1962 | Scuderia SSS Repubblica di Venezia | Ferrari 250 TRI/61  | Lucien Bianchi                 |              | Gesamtsieg             |                       |
| 1963 | NART                               | Ferrari 250 GTO     | John Cannon                    |              | Rang 13                |                       |
| 1964 | Maranello Concessionaires          | Ferrari 330P        | Graham Hill                    |              | Ausfall                | Getriebeschaden       |
| 1966 | Chaparral Cars Inc.                | Chaparral 2D        | Phil Hill                      |              | Ausfall                | Ölleck                |
| 1968 | Ecurie Bonnier                     | Lola T70 Mk.III GT  | Sten Axelsson                  |              | Ausfall                | verunreinigtes Benzin |
| 1969 | Sportscars Switzerland             | Lola T70 Mk.IIIB GT | Ulf Norinder                   |              | Ausfall                | Querlenker            |
| 1972 | Ecurie Bonnier                     | Lola T280           | Gérard Larrousse               | Reine Wisell | Rang 6                 |                       |

### Einzelergebnisse in der Sportwagen-Weltmeisterschaft
| Saison | Team                                                  | Rennwagen                                                          | 1   | 2   | 3   | 4   | 5   | 6   | 7   | 8   | 9   | 10  | 11  | 12  | 13  | 14  | 15  | 16  | 17  | 18  | 19  | 20  | 21  | 22  |
| ------ | ----------------------------------------------------- | ------------------------------------------------------------------ | --- | --- | --- | --- | --- | --- | --- | --- | --- | --- | --- | --- | --- | --- | --- | --- | --- | --- | --- | --- | --- | --- |
| 1955   |                                                       | Alfa Romeo 1900                                                    | BUA | SEB | MIM | LEM | RTT | TAR |     |     |     |     |     |     |     |     |     |     |     |     |     |     |     |     |
| 1955   |                                                       | Alfa Romeo 1900                                                    |     | DNF |     | 18  |     |     |     |     |     |     |     |     |     |     |     |     |     |     |     |     |     |     |
| 1956   | Maserati                                              | Alfa Romeo Giulietta SV Maserati 300S                              | BUA | SEB | MIM | NÜR | KRI |     |     |     |     |     |     |     |     |     |     |     |     |     |     |     |     |     |
| 1956   | Maserati                                              | Alfa Romeo Giulietta SV Maserati 300S                              |     |     | 15  | 11  | DNF |     |     |     |     |     |     |     |     |     |     |     |     |     |     |     |     |     |
| 1957   | Maserati A. V. Dayton                                 | Maserati 300S Maserati 150S                                        | BUA | SEB | MIM | NÜR | LEM | KRI | CAR |     |     |     |     |     |     |     |     |     |     |     |     |     |     |     |
| 1957   | Maserati A. V. Dayton                                 | Maserati 300S Maserati 150S                                        | DNF | DNF |     | 15  | DNF | 3   | DNF |     |     |     |     |     |     |     |     |     |     |     |     |     |     |     |
| 1958   | A. V. Dayton Borgward Paco Godia                      | Maserati 200SI Maserati 300S Borgward RS                           | BUA | SEB | TAR | NÜR | LEM | RTT |     |     |     |     |     |     |     |     |     |     |     |     |     |     |     |     |
| 1958   | A. V. Dayton Borgward Paco Godia                      | Maserati 200SI Maserati 300S Borgward RS                           | DNF | DNF |     | DNF | DNF |     |     |     |     |     |     |     |     |     |     |     |     |     |     |     |     |     |
| 1959   | Porsche                                               | Porsche 718 RSK                                                    | SEB | TAR | NÜR | LEM | RTT |     |     |     |     |     |     |     |     |     |     |     |     |     |     |     |     |     |
| 1959   | Porsche                                               | Porsche 718 RSK                                                    | 3   | DNF | 7   | DNF | 2   |     |     |     |     |     |     |     |     |     |     |     |     |     |     |     |     |     |
| 1960   | Porsche                                               | Porsche 718 RSK                                                    | BUA | SEB | TAR | NÜR | LEM |     |     |     |     |     |     |     |     |     |     |     |     |     |     |     |     |     |
| 1960   | Porsche                                               | Porsche 718 RSK                                                    | 3   | DNF | 1   | 2   | DNF |     |     |     |     |     |     |     |     |     |     |     |     |     |     |     |     |     |
| 1961   | Porsche Scuderia Serenissima                          | Porsche 718 Maserati Tipo 63                                       | SEB | TAR | NÜR | LEM | PES |     |     |     |     |     |     |     |     |     |     |     |     |     |     |     |     |     |
| 1961   | Porsche Scuderia Serenissima                          | Porsche 718 Maserati Tipo 63                                       | DNF | 2   | 10  | DNF | DNF |     |     |     |     |     |     |     |     |     |     |     |     |     |     |     |     |     |
| 1962   | Porsche Scuderia Serenissima                          | Porsche 356 Ferrari 250TRI Porsche 718 GTR Ferrari 250TRI          | DAY | SEB | SEB | MAI | TAR | BER | NÜR | LEM | TAV | CCA | RTT | NÜR | BRI | BRI | PAR |     |     |     |     |     |     |     |
| 1962   | Porsche Scuderia Serenissima                          | Porsche 356 Ferrari 250TRI Porsche 718 GTR Ferrari 250TRI          | DNF |     | 1   |     | 3   |     | DNF | DNF |     |     |     |     |     |     |     |     |     |     |     |     |     |     |
| 1963   | Porsche North American Racing Team                    | Porsche 356 Ferrari 250 GTO Porsche 718 GTR Ferguson               | DAY | SEB | SEB | TAR | SPA | MAI | NÜR | CON | ROS | LEM | MON | WIS | TAV | FRE | CCE | RTT | OVI | NÜR | MON | MON | TDF | BRI |
| 1963   | Porsche North American Racing Team                    | Porsche 356 Ferrari 250 GTO Porsche 718 GTR Ferguson               | 5   |     | 13  | 1   |     |     | DNF |     |     | DNF |     |     |     |     |     |     | DNF |     |     |     |     |     |
| 1964   | Porsche Maranello Concessionaires                     | Porsche 356 Ferrari 330P Porsche 718 GTR Porsche 904 Ferrari 250LM | DAY | SEB | TAR | MON | SPA | CON | NÜR | ROS | LEM | REI | FRE | CCE | RTT | SIM | NÜR | MON | TDF | BRI | BRI | PAR |     |     |
| 1964   | Porsche Maranello Concessionaires                     | Porsche 356 Ferrari 330P Porsche 718 GTR Porsche 904 Ferrari 250LM | 6   | DNF | DNF |     |     |     | 5   |     | 2   | 1   |     |     |     |     |     |     |     |     |     | 1   |     |     |
| 1965   | Maranello Concessionaires Porsche                     | Ferrari 330P Porsche 904 Ferrari 365P2                             | DAY | SEB | BOL | MON | MON | RTT | TAR | SPA | NÜR | MUG | ROS | LEM | REI | BOZ | FRE | CCE | OVI | NÜR | BRI | BRI |     |     |
| 1965   | Maranello Concessionaires Porsche                     | Ferrari 330P Porsche 904 Ferrari 365P2                             |     |     |     |     | DNF |     | 4   |     | 3   |     |     | DNF | DNF |     |     |     |     |     |     |     |     |     |
| 1966   | Chaparral Cars Porsche Jo Bonnier                     | Chaparral 2D Porsche 906                                           | DAY | SEB | MON | TAR | SPA | NÜR | LEM | MUG | CCE | HOK | SIM | NÜR | ZEL |     |     |     |     |     |     |     |     |     |
| 1966   | Chaparral Cars Porsche Jo Bonnier                     | Chaparral 2D Porsche 906                                           | DNF | DNF |     | DNF |     | 1   | DNF |     |     | DNF |     |     | 5   |     |     |     |     |     |     |     |     |     |
| 1967   | Autodelta                                             | Alfa Romeo T33                                                     | DAY | SEB | MON | SPA | TAR | NÜR | LEM | HOK | MUG | BRH | CCE | ZEL | OVI | NÜR |     |     |     |     |     |     |     |     |
| 1967   | Autodelta                                             | Alfa Romeo T33                                                     |     | DNF |     |     |     |     |     |     |     |     |     |     |     |     |     |     |     |     |     |     |     |     |
| 1968   | Ecurie Bonnier                                        | Lola T70                                                           | DAY | SEB | BRH | MON | TAR | NÜR | SPA | WAT | ZEL | LEM |     |     |     |     |     |     |     |     |     |     |     |     |
| 1968   | Ecurie Bonnier                                        | Lola T70                                                           |     | DNF | 6   |     |     |     |     | 10  | DNF |     |     |     |     |     |     |     |     |     |     |     |     |     |
| 1969   | Sportscars Unlimited Switzerland Scuderia Filipinetti | Lola T70                                                           | DAY | SEB | BRH | MON | TAR | SPA | NÜR | LEM | WAT | ZEL |     |     |     |     |     |     |     |     |     |     |     |     |
| 1969   | Sportscars Unlimited Switzerland Scuderia Filipinetti | Lola T70                                                           | DNF | DNF | 20  | DNF | DNF | 5   | DNF | DNF | DNF | 2   |     |     |     |     |     |     |     |     |     |     |     |     |
| 1970   | Ecurie Bonnier Scuderia Filipinetti                   | Lola T70 Ferrari 512S                                              | DAY | SEB | BRH | MON | TAR | SPA | NÜR | LEM | WAT | ZEL |     |     |     |     |     |     |     |     |     |     |     |     |
| 1970   | Ecurie Bonnier Scuderia Filipinetti                   | Lola T70 Ferrari 512S                                              |     |     | 7   |     |     | 10  |     | DNF | 10  |     |     |     |     |     |     |     |     |     |     |     |     |     |
| 1971   | Scuderia Filipinetti                                  | Ferrari 512M Lola T212                                             | BUA | DAY | SEB | BRH | MON | SPA | TAR | NÜR | LEM | ZEL | WAT |     |     |     |     |     |     |     |     |     |     |     |
| 1971   | Scuderia Filipinetti                                  | Ferrari 512M Lola T212                                             | 7   |     |     | 8   | DNF |     | 3   |     |     |     |     |     |     |     |     |     |     |     |     |     |     |     |
| 1972   | Ecurie Bonnier                                        | Lola T280 Lola T290                                                | BUA | DAY | SEB | BRH | MON | SPA | TAR | NÜR | LEM | ZEL | WAT |     |     |     |     |     |     |     |     |     |     |     |
| 1972   | Ecurie Bonnier                                        | Lola T280 Lola T290                                                |     | DNF | 6   |     | DNF |     |     | 6   | DNF |     |     |     |     |     |     |     |     |     |     |     |     |     |

## Zitate
- „Die Basis ist ein gewisses technisches Feingefühl. Jenes Gefühl, das einem fast automatisch sagt, ob man eine Maschine richtig oder falsch behandelt, ob sie ‚gut‘ oder ‚schlecht‘ funktioniert. Dann braucht man auch eine Portion gesunden Interesses für technische Dinge und damit auch die nötigen Grundkenntnisse über das, was unter der Haube und an den Radaufhängungen vor sich geht.“ (Joakim Bonnier, 1964)
- „Weltfremdheit und Überalterung haben ihren Ursprung in der Art, mit der CSI-Sitze vergeben werden.“ (Joakim Bonnier, 1965)